# Dumitrești
Dumitrești (in ungherese Demeterfalva) è un comune della Romania di 5 048 abitanti, ubicato nel distretto di Vrancea, nella regione storica della Muntenia. 
Il comune è formato dall'unione di 16 villaggi: Biceștii de Jos, Biceștii de Sus, Blidari, Dumitrești, Dumitreștii de Sus, Dumitreștii-Față, Găloiești, Lăstuni, Lupoaia, Motnău, Poienița, Roșcari, Siminoc, Tinoasa, Trestia, Valea Mică.